# Gheorghe Eminescu
Gheorghe Eminescu (n. 31 mai 1890, Mizil, România – d. 6 iunie 1988, București, România) a fost un militar și istoric român. Era fiul căpitanului Matei Eminescu (participant la luptele de la Plevna), fratele poetului Mihai Eminescu.

## Biografie
Gheorghe Eminescu era fiul lui Matei Eminescu, din a doua căsătorie a acestuia cu Ana Condeescu din Mizil. Matei Eminescu și-a schimbat în 1892, la cerere, numele de familie din cel de Eminovici în cel de Eminescu, după cum reiese din Buletinul Oficial nr. 168 din 1892. El era ofițer de carieră, luptând cu eroism pe câmpurile de luptă din Războiul de Independență al României (1877-1878). A primit patru decorații românești și două rusești și a fost trecut în rezervă cu gradul de căpitan. Matei Eminescu a fost căsătorit de trei ori (cu Matilda Ilian din Brăila, cu Ana Condeescu din Mizil și cu Silvia Maieru din Bistrița) și a murit la 12 decembrie 1929, la vârsta de 73 de ani, fiind înmormântat la Bistrița.
Gheorghe Eminescu a urmat și el o carieră militară. A luptat ca voluntar în Primul Război Mondial (1916-1918), participând la Lupta de la Mărășești (1917). A avansat până la gradul de locotenent-colonel de grăniceri la Brăila. A fost căsătorit cu Elena Labunțeva, având o singură fiică: prof.dr.doc. Yolanda Eminescu (1921-1998), de profesie juristă.
Gheorghe Eminescu a lucrat ca profesor de istorie militară, fiind autorul unei cărți despre Napoleon Bonaparte. Manuscrisul i-a fost confiscat la arestare, dar i s-a restituit autorului după eliberarea sa din închisoare. Cartea a fost publicată ulterior de Editura Academiei Republicii Socialiste România, fiind ulterior reeditată cu revizuiri și adăugiri. Este una dintre puținele monografii istorice despre Napoleon Bonaparte, scrise de un autor român. 
Imediat după venirea comuniștilor la putere, Gheorghe Eminescu a fost dat afarã din armată și s-a înscris în chiar acel an în Partidul Național Țărănesc. A fost arestat în 1947 și condamnat la 7 ani închisoare. A fost deținut în penitenciarele Jilava, Aiud și lagărul de la Peninsula. A fost eliberat din închisoare la 21 aprilie 1954, din penitenciarul Ocnele Mari.
După eliberare, a revenit în București.
A murit în 1988, la vârsta de 93 de ani.

## Lucrări publicate
- Napoleon Bonaparte, Editura Academiei Republicii Socialiste România, București, 1973, 2 vol. (233 + 255 p.)
- Amintiri din primul război mondial, în Limba și literatura română: revistă trimestrială pentru elevi, anul 7 (X), nr. 3 (iulie - septembrie), 1981, p. 34-36.
- La 135 de ani, în Limba și literatura română: revistă trimestrială pentru elevi, nr. 1, 1985, p. 29-30.
- Napoleon Bonaparte, Editura Academiei Republicii Socialiste România, București, 1986, ed. a 2-a, revizuită și adăugită, 328 p., il.
- Napoleon Bonaparte, Editura Lumina Lex, București, 1997, 2 vol. (208 + 236 p.)